# Devaux Cars

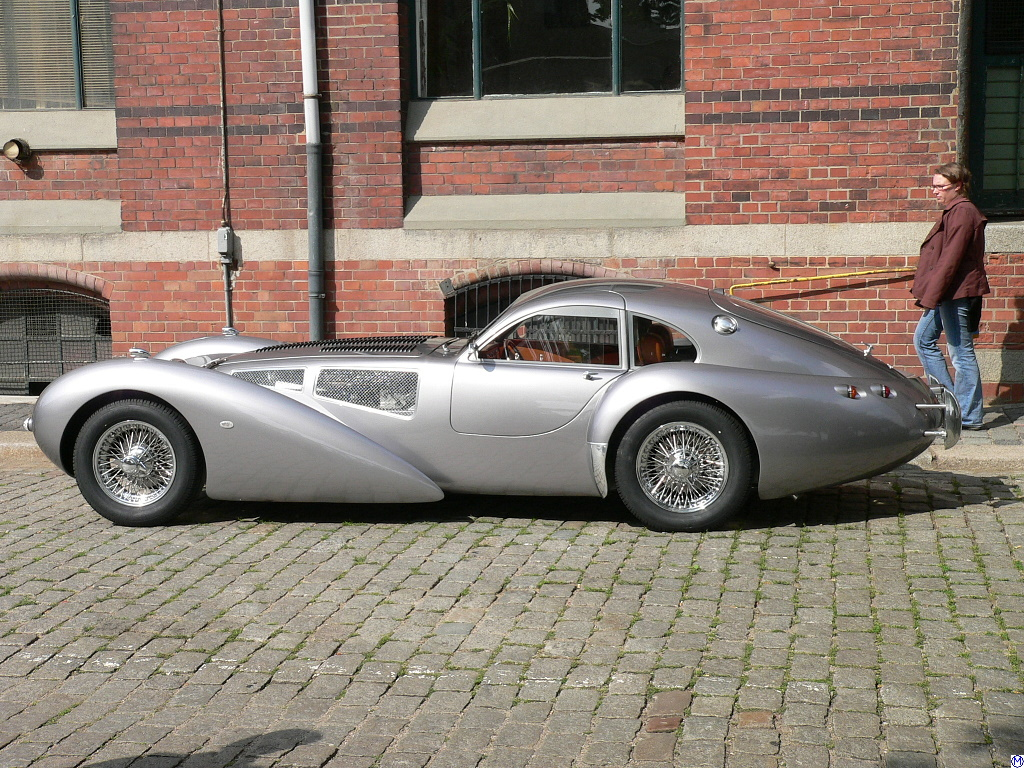
Das Devaux Coupé

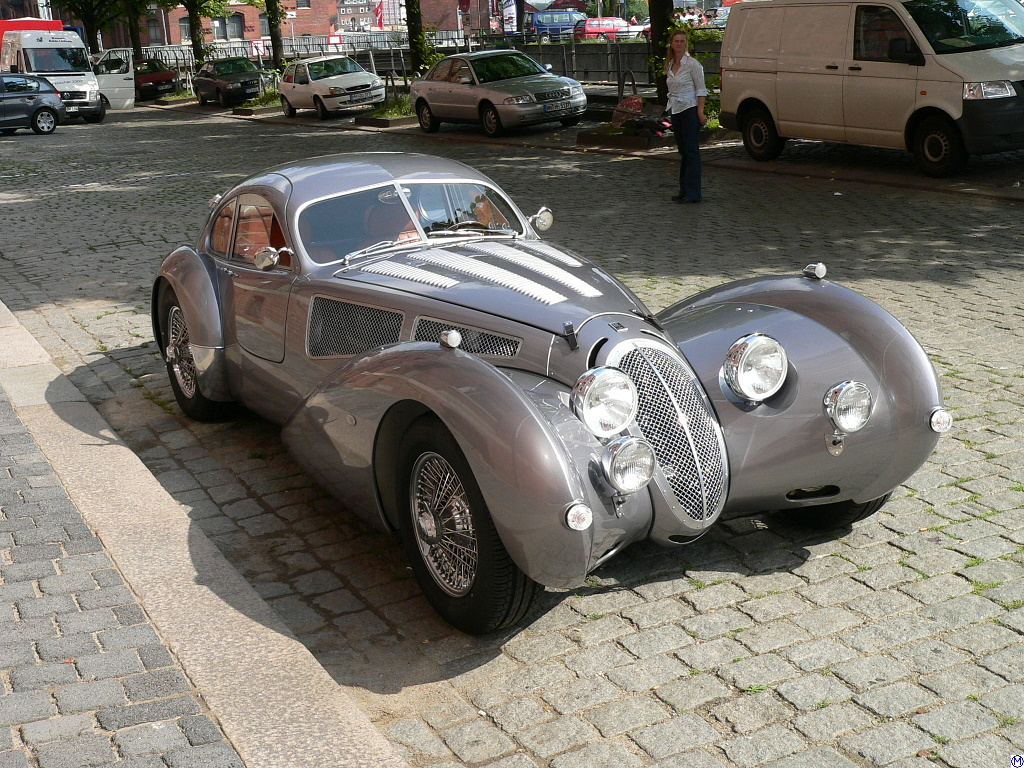
Frontansicht

Devaux Cars ist ein australischer Automobilhersteller mit Sitz in Beaconsfield im Staat Victoria. Gegründet wurde die Firma vom Industriedesigner David J. Clash. Clash wählte den Firmennamen Devaux nach dem Geburtsnamen seiner Mutter. Die Firma steht in keinem Zusammenhang mit den Fahrzeugen der US-amerikanischen De Vaux aus den 1930er Jahren.
Mit den Arbeiten am ersten und bisher einzigen Fahrzeugmodell, dem Devaux Coupé, begann Clash bereits Ende der 1980er Jahre – zunächst in einer Hinterhofwerkstatt. Mit dem steigenden Erfolg seiner Design-Firma gingen auch die Arbeiten am Fahrzeug weiter voran. Anfang der 2000er Jahre wurde der erste Prototyp fertiggestellt, die Produktion startete 2001.

## Modell
Das einzige Modell orientiert sich vom Design an denen der französischen Karosseriebauer der 1930er Jahre. Angetrieben wird es von einem 4,0-Liter-V6-Motor von Ford oder wahlweise von einem 3,4-Liter-R6-Motor von Jaguar. Mit einem Kaufpreis von 168.000 AU$ gehört das Devaux Coupé zur automobilen Oberklasse.
Das Fahrzeug wird bisher nur als Rechtslenker produziert und offiziell nicht in der EU angeboten. Das siebte gebaute Fahrzeug wurde dennoch nach Deutschland importiert und in Hamburg ausgeliefert.